# Аския
Аския (узб. Askiya) — самобытный жанр народно-зрелищного искусства и устного народного творчества, который сформировался и получил распространение в Ферганской долине и Ташкентской области. В 2014 году ЮНЕСКО включило Аския в Репрезентативный список нематериального культурного наследия человечества.

## Описание
Аския является видом узбекского устного народного искусства, представленного в форме диалога между двумя или более участниками, которые соревнуются в острословии на отдельную тему. Участники должны в совершенстве владеть узбекским языком, уметь импровизировать, быстро и оригинально мыслить и отвечать, используя юмор и шутки. Несмотря на юмористическую форму, аския играет неоценимую роль в информировании населения относительно общественных тенденций и событий. Для того, чтобы в процессе аския не задевать личность, исполнитель — аскиячи или аскиябоз должен осторожно использовать каждое слово.
Согласно источникам, аския была широко распространена в ХV-ХVII веках. Поэт Васифи писал, что аския особенно широко развита в Герате и среди десятков талантливых носителей традиций аския отмечает Мавлана Абдулвасеъ Мунши. Об аския писали: Алишер Навои, Бабур, Хондемир.
Аския по сути является игрой слов и состязанием разумов, требующая больших навыков и творчества. Сюжетом аския является пайров (тематика), оно считается отдельным художественным произведением и это последовательное высказывание мыслей, состязание в придумывании экспромтом. И определённая тема в аския раскрывается от начала до конца, при этом участники не выходят за рамки этой темы. Кроме традиционных пайров, как «Ўхшатдим», «Бўласизми», «Гулмисиз, райҳонмисиз», «Бедана», «Хавсана», «Қофия», «Билганлар, билмаганлар», «Лақаб», также используются и современные, как «Пахта», «Оила», «Кино», «Дорбозлик», «Ашула», «Футбол».
Аския практически мужской жанр, ныне участвуют и женщины. В этом жанре особенно важны выбор темы, умение правильно оформить мысль, импровизация. При этом в аския необходимы и определеные средства мимики и пластики. Отсюда аския — это результат таланта применения нужных слов в сочетании с оперативностью ответа в процессе диалога.
Аския — это духовная сокровищница, отображающая мышление, мировоззрение узбекского народа, социальные отношения между людьми. Аския — это узбекский юмор, неразрывно связанный с социальными традициями.

## Исполнители
Начиная со второй половины XX века аския достигла высокого уровня искусства, благодаря таким мастерам, как Дехкана юзбоши Шерназарова, Яшаркула Останакулова, Юсуф кизика Шакарджанова, Ижрокомбува, Гайиб ота Ташматова, Турсунбува Аминова, Абдулхая Маъсум Козокова. В разное время среди исполнителей аския были известные певцы катта ашула и макома, актёры и бастакоры, которые одновременно были аскиячи — среди них Джурахан Султанов, Саиб Ходжаев и многие другие.
Сохранением и пропагандой аския занимаются коллективы и группы острословов, как Кокандский клуб любителей аския (руководители Джурахон Пулатов и Акрамжон Акбаров), группы аския в Маргилане (Мамасидик Шераев), Хонобод (Мухиддин Султанов), Асака (Джумавой Хуррамов).
В Узбекистане осуществляется охрана и пропаганда искусства аския путём проведения конкурсов и фестивалей исполнителей данного жанра, проведения «Вечеров аския» (Ташкент, Маргилан, Ханабад), издания книг и сборников, осуществления научных исследований.